# Andrea Sironi
Andrea Sironi (* 13. května 1964 Milán) je italský akademik, profesor bankovnictví a financí na Univerzitě Bocconi v Miláně, kde byl v letech 2012 až 2016 rektorem, a od roku 2022 stojí v její čele. Působí také jako predseda představenstva v pojišťovně Generali a v Nadaci AIRC pro výzkum rakoviny.

## Raný život
Andrea Sironi se narodil 13. května 1964 v Miláně v Itálii. Vystudoval ekonomii na univerzitě Bocconi. Po ukončení studia se přestěhoval do Londýna, kde pracoval jako finanční analytik v The Chase Manhattan Bank, nyní JP Morgan Chase.

## Kariéra
V roce 1990 se vrátil do Itálie a začal učit na Univerzitě Bocconi, kde působí v současnosti jako profesor bankovnictví a financí. V roce 1993 byl jeden semestr hostujícím vědcem na katedře financí Stern School of Business na univerzitě v New Yorku.
V roce 2000 byl hostujícím učencem na Federálním rezervním systému ve Washingtonu, DC; ve stejném roce se stal ředitelem výzkumné divize Claudia Dematté SDA Bocconi, tuto roli zastával do roku 2006. V roce 2004 byl zvolen na jeden rok děkanem postgraduální školy.
Od roku 2005 do listopadu 2008 zastával Sironi pozici děkana pro internacionalizaci na Univerzitě Bocconi, kde také působil jako rektor v letech 2012 až 2016, poté jej nahradil Gianmario Verona. Během této doby podpořil iniciativu fakulty, aby publikovala výzkum více v anglickém jazyce než v italském. Podporoval sociální mobilitu tím, že upustil od školného pro znevýhodněné studenty. Sironi také sloužil jako předseda Světové aliance v manažerském vzdělávání od roku 2014 do roku 2016.
V roce 2017 byl jmenován členem skupiny expertů, která posuzovala hodnotu kapitálových podílů Italské banky. V roce 2018 byl hostujícím profesorem na katedře ekonomie Sciences Po v Paříži. Jako akademik se věnuje Sironi výzkumu v oblasti řízení finančních rizik, regulace a mezinárodního dohledu nad finančními institucemi. Od 1. listopadu 2022 stojí v čele Univerzity Bocconi.

## Ostatní aktivity
Andrea Sironi byl členem představenstva Intesa San Paolo (2020-2022), UniCredit (2018-2019), Cassa Depositi e Prestiti (2016-2018), Banco Popolare (2008-2013), SAES Getters (2006-2015) a další tuzemské a mezinárodní finanční instituce.
V letech 2013 až 2016 byl členem strategického výboru Fondo Strategico Italiano. Dne 29. října 2015 byl jmenován předsedou italské burzy cenných papírů (Borsa Italiana), tuto roli zastřešoval od roku 2016 do roku 2022.
1. října 2016 nastoupil do představenstva London Stock Exchange Group, z nějž odstoupil 20. listopadu 2020 po prodeji Borsa Italia S.p.a. od London Stock Exchange Group. Od roku 2015 je členem International Advisory Council Stockholm School of Economics.
V letech 2017 až 2022 byl členem představenstva EASL International Liver Foundation v Ženevě. Byl také členem poradního sboru Nova School of Business and Economics v Lisabonu.
Od května 2021 je předsedou Nadace AIRC pro výzkum rakoviny. Také je členem představenstva ISPI = Italský institut pro mezinárodní politická studia (od roku 2016) a dozorčí rady Comety. Od 2. května 2022 je Andrea Sironi předsedem představenstva skupiny Generali.
Od dubna 2023 je členem správní rady Nadace Agnelli.

## Osobní život
Jedním ze Sironiho koníčků je plachtění (dvakrát překonal Atlantský oceán). Také se věnuje plavání (v roce 2018 získal dvě bronzové medaile na World Transplant Games). Je ženatý a má tři děti.

## Publikační činnost
- Reforming the Italian Financial System: Recent Evolution and Future Prospects. Occasional Paper. New York University Salomon Center, 1994.
- SIRONI, Andrea. An Analysis of European Banks Snd Issues and its Implications for the Design of a Mandatory Subordinated Debt Policy. Social Science Research Network. 2001-03-01. Dostupné online. doi:10.2139/ssrn.249285. S2CID 154427810.
- SIRONI, Andrea. Strengthening banks' market discipline and leveling the playing field: Are the two compatible?. Journal of Banking & Finance. 2002-05-01, s. 1065–1091. Dostupné online. doi:10.1016/S0378-4266(02)00212-1.
- SIRONI, Andrea; ZAZZARA, Cristiano. The Basel Committee proposals for a new capital accord: implications for Italian banks. Review of Financial Economics. 2003-01-01, s. 99–126. Dostupné online. doi:10.1016/S1058-3300(03)00009-0.
- SIRONI, Andrea. Testing for Market Discipline in the European Banking Industry: Evidence from Subordinated Debt Issues. Social Science Research Network. 2001-01-11. Dostupné online. doi:10.2139/ssrn.249284. S2CID 18981400.
- SIRONI, Andrea; ZAZZARA, Cristiano. Applying credit risk models to deposit insurance pricing: Empirical evidence from the Italian banking system. Journal of International Banking Regulations. 2004-10-01, s. 10–32. Dostupné online. doi:10.1057/palgrave.jbr.2340179. S2CID 154454553.
- ALTMAN, Edward; RESTI, Andrea; SIRONI, Andrea. Default Recovery Rates in Credit Risk Modelling: A Review of the Literature and Empirical Evidence. Economic Notes. 2004-07-01, s. 183–208. Dostupné online. doi:10.1111/j.0391-5026.2004.00129.x. S2CID 8312724.
- GABBI, Giampaolo; SIRONI, Andrea. Which factors affect corporate bonds pricing? Empirical evidence from eurobonds primary market spreads. The European Journal of Finance. 2005-02-01, s. 59–74. Dostupné online. doi:10.1080/1351847032000143422. S2CID 153360699.
- Edward Altman; ANDREA RESTI; ANDREA SIRONI. Default and Recovery Rates in Credit Risk Modelling: A Review of the Literature and Empirical Evidence. Journal of Finance Literature. 2005.
- Edward Altman; BROOKS BRADY; ANDREA RESTI; ANDREA SIRONI. The Link between Default and Recovery Rates: Theory, Empirical Evidence, and Implications. The Journal of Business. 2005, s. 2203–2228. Dostupné online. doi:10.1086/497044. JSTOR 10.1086/497044. S2CID 1018631.
- RESTI, Andrea; SIRONI, Andrea. The risk-weights in the New Basel Capital Accord: Lessons from bond spreads based on a simple structural model. Journal of Financial Intermediation. 2007-01-01, s. 64–90. Dostupné online. doi:10.1016/j.jfi.2006.04.002.
- IANNOTTA, Giuliano; NOCERA, Giacomo; SIRONI, Andrea. Ownership structure, risk and performance in the European banking industry. Journal of Banking & Finance. 2007-07-01, s. 2127–2149. Dostupné online. doi:10.1016/j.jbankfin.2006.07.013. S2CID 3657103.
- RESTI, Andrea; SIRONI, Andrea. What's Different about Loans? An Analysis of the Risk Structure of Credit Spreads. Social Science Research Network. 2007-01-07. Dostupné online. doi:10.2139/ssrn.1265085. S2CID 33981525.
- IANNOTTA, Giuliano; NOCERA, Giacomo; SIRONI, Andrea. The impact of government ownership on bank risk. Journal of Financial Intermediation. 2013-04-01, s. 152–176. Dostupné online. doi:10.1016/j.jfi.2012.11.002. S2CID 154961894.
- SIRONI, Andrea. The Evolution of Banking Regulation Since the Financial Crisis: A Critical Assessment. Social Science Research Network. 2018-11-01. Dostupné online. doi:10.2139/ssrn.3304672. S2CID 199331188.

## Knihy
- s Vincenzo Capizzi, Antonio Salvi, The cost of capital and international competitiveness of italian companies, EGEA, 2003
- s Edward Altman, Andrea Resti, Recovery Risk: the next challenge in credit risk management, Risk Books, London, 2005
- s Andrea Resti, Risk management and shareholders' value in banking: from risk measurement models to capital allocation policies, Wiley and Sons, London, 2007, ISBN 978-04-700-2978-7